# اچ‌ام‌آی‌اس بلوچستان (جی۱۸۲)
اچ‌ام‌آی‌اس بلوچستان (جی۱۸۲) (به انگلیسی: HMIS Baluchistan (J182)) یک کشتی است که طول آن ۱۶۲ فوت (۴۹٫۴ متر) می‌باشد. این کشتی در سال ۱۹۴۲ ساخته شد.